# The Rocks, New South Wales
The Rocks este o suburbie în Sydney, Australia.